# Deutsche Bank Building
El Deutsche Bank Building o Edificio Deutsche Bank (Literalmente Edificio del Banco Alemán) fue un rascacielos situado en el 130 de Liberty Street en Nueva York, Estados Unidos, al lado del World Trade Center (WTC). El edificio, que se construyó en 1974 y se demolió en 2011, fue diseñado por Shreve, Lamb and Harmon, el mismo estudio que diseñó el Empire State Building, y Peterson & Brickbauer.
Inaugurado en 1974 con el nombre de Bankers Trust Plaza, el edificio fue comprado por el Deutsche Bank cuando adquirió Bankers Trust en 1998. El Deutsche Bank Building sufrió daños importantes en los atentados del 11 de septiembre de 2001, en los que fue golpeado por la avalancha de escombros, cenizas, polvo y amianto que generó el derrumbe de la Torre Sur. Unos años después, el edificio fue demolido totalmente. El Five World Trade Center sustituirá el edificio, ampliando los terrenos del World Trade Center, ya que este edificio no era parte del World Trade Center original.

## Después del 11-S

### Tras el derrumbe del World Trade Center

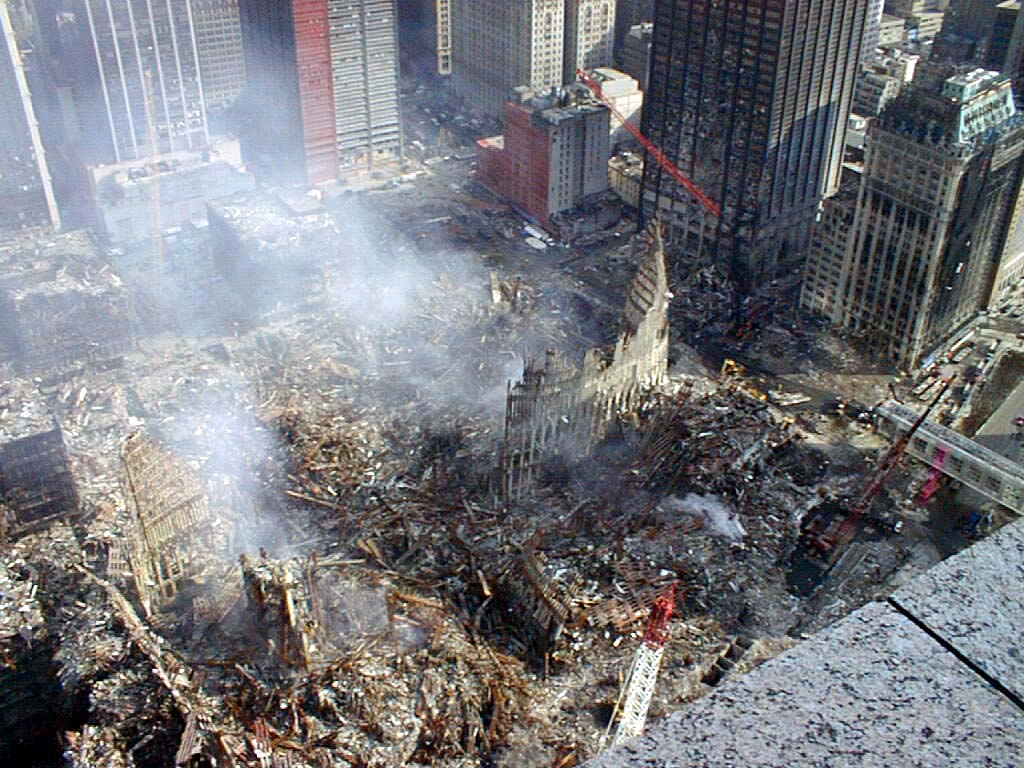
Vista de la zona cero tras los atentados. Se puede ver al Deutsche Bank Building detrás de una grúa roja.

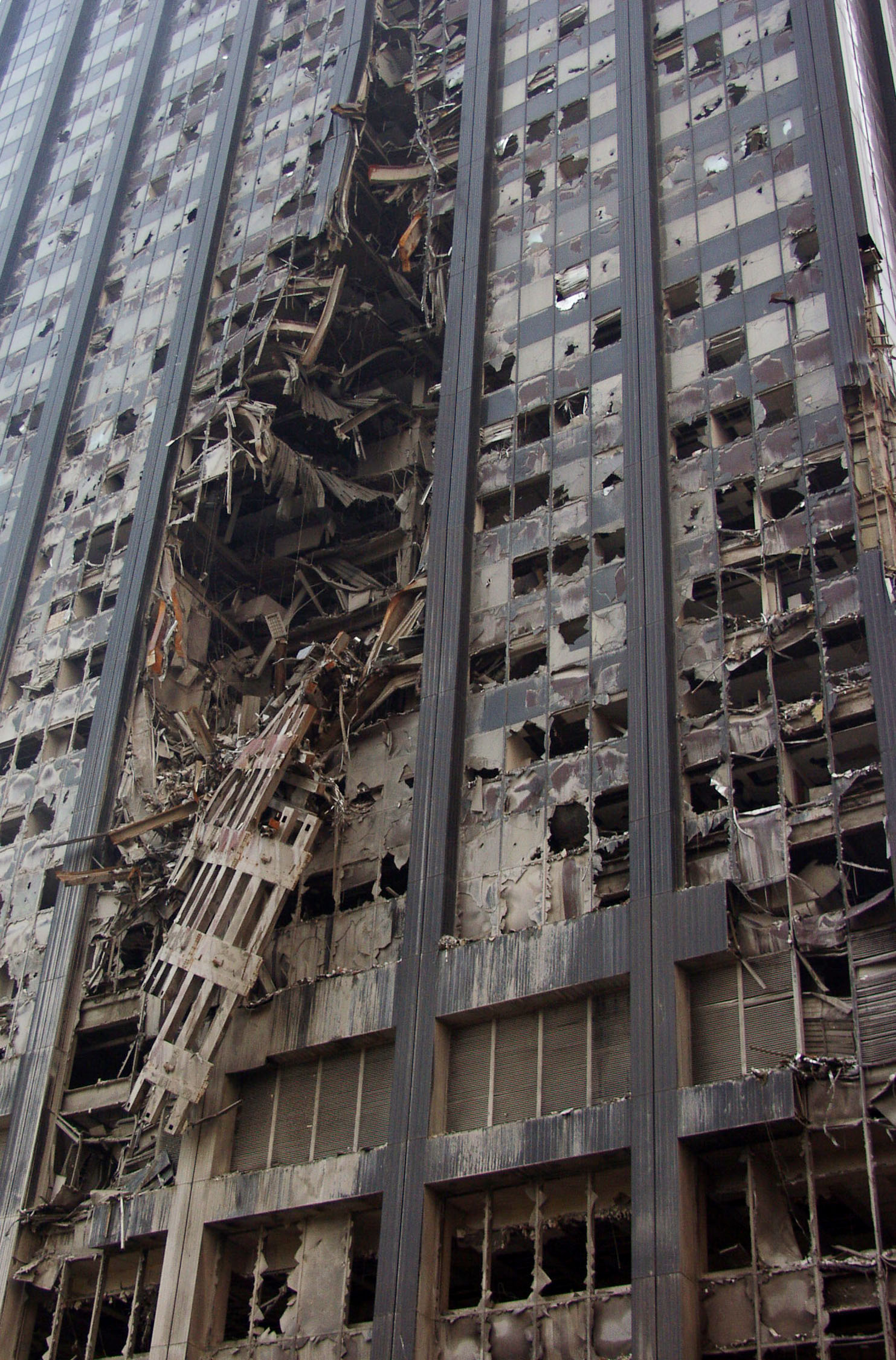
Detalle del corte en la fachada producido por el derrumbe del World Trade Center. Se puede ver un segmento del WTC colgando del corte.

El derrumbe del 2 WTC tras los atentados del 11-S desgarró una parte de veinticuatro plantas de la fachada del Deutsche Bank Building. Durante los meses posteriores, colgaba del edificio acero y hormigón. Estos escombros se limpiarían posteriormente, pero debido a la importante contaminación se decidió derribar el edificio. Tras los atentados del 11-S, se colocaron mallas alrededor de los restos del edificio. El banco sostenía que el edificio no se podía restaurar a una condición habitable, mientras que sus aseguradoras querían tratar el incidente como daño recuperable en lugar de una pérdida total. Las obras en el edificio fueron aplazadas durante más de dos años, durante los cuales empeoró su estado.
En septiembre de 2005 se encontraron restos humanos en la azotea. En marzo de 2006, los trabajadores que estaban retirando los residuos tóxicos del edificio antes de derribarlo encontraron más restos y fragmentos de huesos. Esto hizo que las familias de las víctimas pidieran otra búsqueda de restos humanos en el edificio realizada por expertos forenses. Entre el 7 y el 14 de abril de 2006, se encontraron más de setecientos fragmentos de huesos humanos en la grava de la azotea. Los trabajadores removieron cuidadosamente la grava para encontrar más restos.
El coste de esta demolición, realizado por la constructora Bovis Lend Lease, aumentó a 75 millones de dólares debido a que en el edificio se encontraron grandes cantidades de polvo tóxico, amianto, dioxinas, plomo, sílice, cuarzo, hidrocarburo aromático policíclico, cromo y manganeso procedentes del derrumbe del World Trade Center.

### Demolición
En 2004, se anunció que se había alcanzado un acuerdo sobre la reconstrucción del inmueble y las reclamaciones del seguro. Posteriormente, en ese mismo año, como parte de ese acuerdo, la Lower Manhattan Development Corporation compró el terreno y empezó su demolición. Un informe de Associated Press del 7 de diciembre de 2006 indicó que el edificio sería desmontado. El informe indicaba que los residentes de la zona temían que su voladura dispersara el polvo tóxico en el edificio procedentes de las Torres Gemelas.
El 17 de mayo de 2007 se detuvieron temporalmente las obras después de que una sección de siete metros de tubería que estaba siendo cortada por los trabajadores cayera 35 plantas y rompiera el techo de The Ten House, que contiene  el camión 10 y la escalera 10 del Departamento de Bomberos de Nueva York. Dos bomberos resultaron heridos por los escombros que cayeron, aunque no fueron golpeados directamente por la tubería.

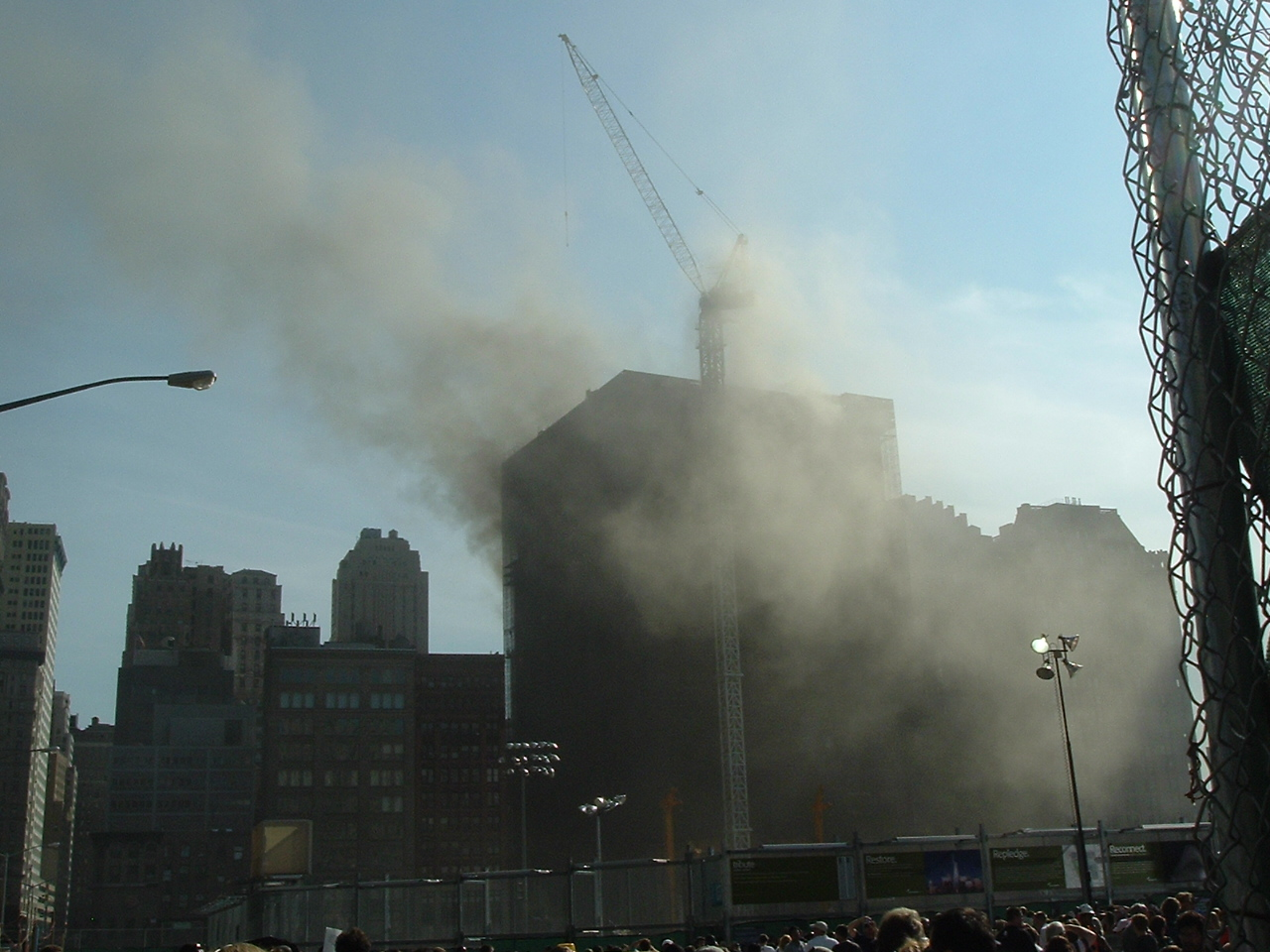
Vista del edificio durante el incendio del 18 de agosto de 2007.

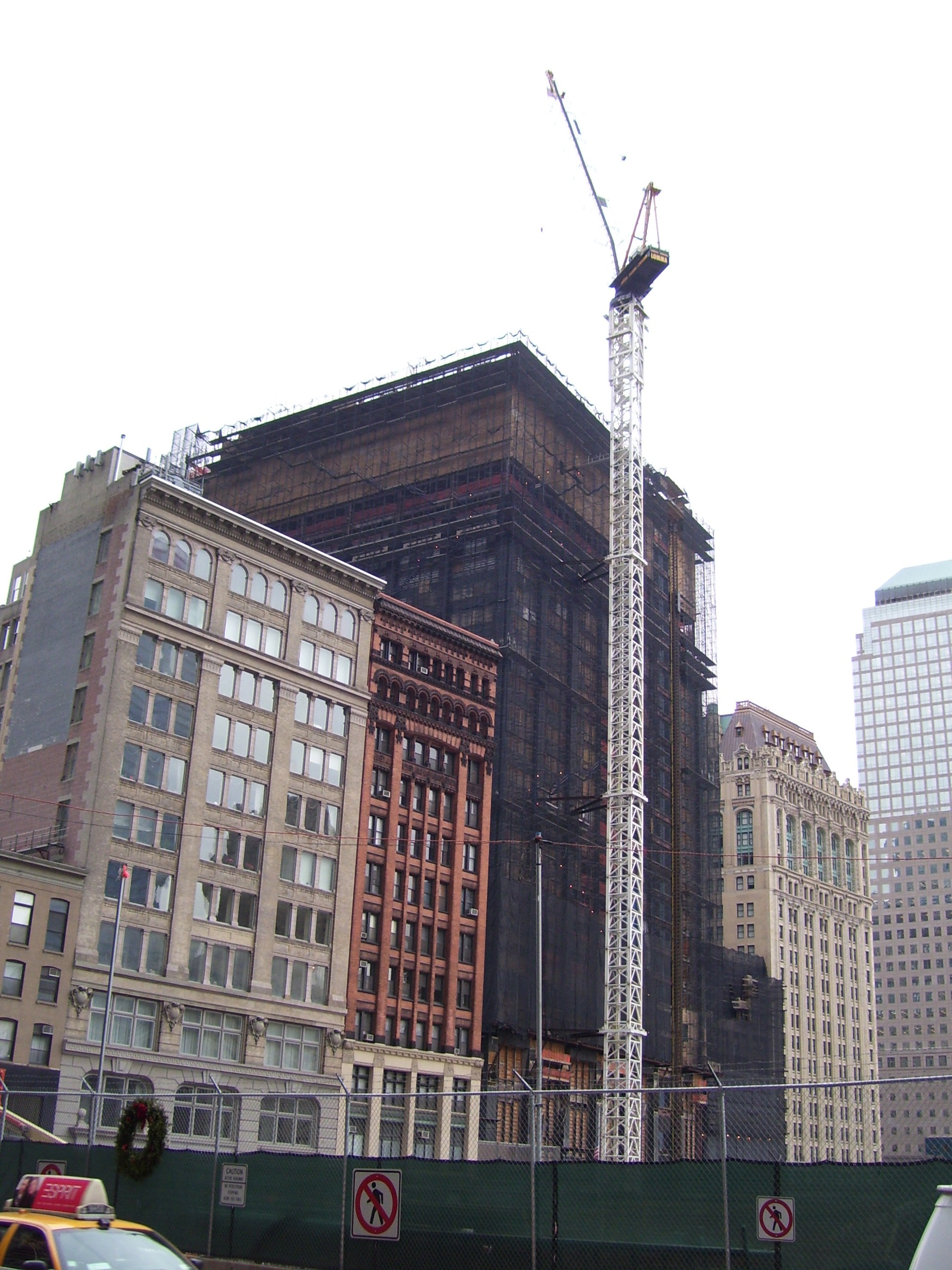
El estado de la demolición en enero de 2008.

El 18 de agosto de 2007, aproximadamente a las 15:40 horas, se desató un grave incendio en la planta 17 del edificio, provocado por los trabajadores que fumaban violando las reglas de seguridad del edificio. En esa época, los trabajadores estaban retirando una planta por semana, por lo que el edificio solo tenía 26 plantas. En el momento del incendio, estaban retirando amianto. El fuego se extendió en las dos direcciones, afectando a un total de diez plantas. Las plantas estaban cubiertas con un laberinto de láminas de protección de polietileno, que se diseñaron para evitar que se dispersara el amianto, pero que también atraparon el humo. Además, el edificio no tenía una columna húmeda, lo que hacía muy difícil extinguir el fuego; y no había sido inspeccionado desde marzo, aunque se debía de inspeccionar cada quince días. El incendio continuó durante la noche antes de ser extinguido, y desplazó a numerosas unidades especiales y de apoyo del Departamento de Bomberos de Nueva York para combatir el fuego. En el incendio fallecieron dos bomberos, que murieron en la planta 14 a causa de inhalación de humo y envenenamiento por monóxido de carbono, y resultaron heridos 115 bomberos, 46 de los cuales necesitaron baja médica. De nuevo, las obras de demolición del edificio se detuvieron provisionalmente.
En 2008, el fiscal de Manhattan acusó a tres supervisores de la construcción y al subcontratista de demolición, la John Galt Corporation. En abril de 2008 el ayuntamiento levantó la orden de suspensión de las obras y la descontaminación empezó de nuevo en mayo del mismo año.
Originalmente, se estimó que el desmontaje se finalizaría a finales de 2008, y posteriormente se retrasó esta fecha a finales de 2010. En octubre de 2009, se anunció que se reanudaría de nuevo la demolición del edificio.
La demolición del antiguo Deutsche Bank Building se completó el 20 de enero de 2011, día en el que se retiró la grúa. La demolición de la planta baja y los cimientos, la última parte del edificio en ser desmontada, se completó el 28 de febrero de 2011.[cita requerida]

## Futuro
La Autoridad Portuaria es la nueva propietaria de la parcela, en la que se construirá el Vehicular Security Center y el Five World Trade Center si se aprueba el proyecto.

### 5 WTC
Las negociaciones sobre el sitio del World Trade Center concluyeron en abril de 2006, cuando el promotor Larry Silverstein cedió su derecho a construir en la parcela asignada para la Torre 5 a la Autoridad Portuaria de Nueva York y Nueva Jersey a cambio de ayuda para financiar las Torres 2, 3 y 4. El alcalde Michael Bloomberg afirmó más tarde que no había suficiente demanda de oficinas para llenar las cinco torres del nuevo World Trade Center y pidió una revisión del proyecto para que incluyera viviendas y hoteles, pero la demanda de oficinas en Manhattan ha aumentado desde 2006, y en 2007, el gigante financiero JPMorgan Chase inició conversaciones con la Autoridad Portuaria para ocupar el 5 World Trade Center, lo que evitaría que el alcalde Bloomberg siguiera presionando para que se usara como viviendas.
Varias fuentes cercanas a las conversaciones de JPMorgan Chase con funcionarios del estado y la Autoridad Portuaria afirmaron que esta agencia estaba tomando muy en serio la oferta de la empresa para ocupar esta torre de 57 plantas. En realidad, según dijeron estas fuentes, JPMorgan Chase no era el único que quería ocupar el edificio de la parcela. Para llegar a un acuerdo, la Autoridad Portuaria tendría que aceptar aumentar el tamaño de la torre para alojar las grandes plantas necesarias para las salas de operaciones, un requisito de la mayoría de importantes empresas financieras.[cita requerida]
El 14 de junio de 2007, Bloomberg y el entonces Gobernador Eliot Spitzer anunciaron que habían adjudicado a JPMorgan Chase la posibilidad de comprar y construir la nueva torre del 130 de Liberty Street que sustituiría al Deutsche Bank Building. Sin embargo, después de que JPMorgan Chase comprara Bear Stearns en marzo de 2008, el futuro de 130 Liberty Street se ha puesto en cuestión debido a que JPMorgan Chase ha anunciado que tiene la intención de trasladarse a la antigua sede de Bear Stearns en el 383 Madison Avenue. Si JPMorgan Chase no sigue adelante, la parcela se podría usar para construir una torre residencial, como según el plan de Bloomberg anterior de la oferta de JPMorgan Chase. En junio de 2010, se reunieron líderes políticos y comunitarios para discutir el futuro de la parcela. Los líderes de la comunidad preferían un hotel o edificio residencial y el vicealcalde Robert Lieber prefería una torre de oficinas.

### Iglesia yVehicular Security Center
El 14 de octubre de 2011, la Autoridad Portuaria, que supervisa la reconstrucción del World Trade Center, y la Iglesia Ortodoxa Griega de san Nicolás anunciaron que habían llegado a un acuerdo que permitiría a la iglesia construir una iglesia de 380 m² y un lugar de duelo interreligioso en el 130 de Liberty Street. La iglesia original, que se situaba en el 155 de Cedar Street, fue fundada por inmigrantes griegos en 1916 y es el único edificio religioso destruido en los atentados del 11-S.
Los retrasos en la demolición del Deutsche Bank Building han obligado a la Autoridad Portuaria a retrasar la fecha estimada de finalización del Vehicular Security Center. Los continuos retrasos también han añadido unos 100 millones de dólares al coste de la reconstrucción del World Trade Center. Pospuesto originalmente a 2013, actualmente se espera que abra cuando se complete el WTC.